# بني عثمان (بني شيكر)
بني عثمان هي إحدى مشيخات المملكة المغربية، تتبع جغرافيا لإقليم الناظور وإداريًا لبني شيكر. يقدر عدد سكانها بـ 5124 نسمة حسب الإحصاء الرسمي للسكان والسكنى لسنة 2004.